# Tony Wroten
Tony LeonDre Wroten Jr (ur. 13 kwietnia 1993 w Seattle) – amerykański zawodowy koszykarz, występujący na pozycji rzucającego obrońcy lub rozgrywającego, obecnie zawodnik Joventutu Badalona. 

## Kariera sportowa
W 2011 wystąpił w meczu wschodzących gwiazd - Nike Hoop Summit.
Karierę koszykarską rozpoczął podczas studiów na uniwersytecie Waszyngtońskim w drużynie Washington Huskies. Po roku nauki zgłosił się do draftu NBA 2012, w którym to został wybrany z numerem 25. przez Memphis Grizzlies.
22 sierpnia 2013 Grizzlies wytransferowali Wrotena do Philadelphia 76ers w zamian za wybór w drugiej rundzie draftu 2014 i trade exception. 8 listopada 2013, zdobywając 18 punktów, 10 zbiórek i 11 asyst, Wroten został pierwszym zawodnikiem w historii NBA, który zanotował triple-double w swoim pierwszym meczu w wyjściowej piątce. 8 marca 2014 poprawił swój rekord kariery pod względem punktów, zdobywając ich 30 w meczu z Utah Jazz. 7 listopada 2014 w meczu z Chicago Bulls poprawił ten wynik, zdobywając 31 punktów.
16 marca 2016 podpisał umowę do końca sezonu z zespołem New York Knicks. Nie wystąpił w żadnym spotkaniu, w jego barwach.
29 grudnia 2018 dołączył do estońskiego Kalev/Cramo. 4 sierpnia 2019 miał zostać zawodnikiem chorwackiego Zadaru. 11 sierpnia zawarł kontrakt z Anwilem Włocławek.
21 grudnia 2019, podczas wygranego 98-96 spotkania z BM Slam Stalą Ostrów Wielkopolski zanotował 18 asyst, ustanawiając tym samym nowy rekord sezonu. Wyrównał w ten sposób trzeci najlepszy wynik (należący do Bojana Malesevicia – 8.03.2006) w historii PLK, odkąd zaczęto oficjalnie notować statystyki (sezon 1998/1999).
30 stycznia 2020 przeszedł do Joventutu Badalona w wyniku wykupienia przez hiszpański klub jego kontraktu z Anwilem Włocławek.

## Osiągnięcia
Stan na 5 lutego 2020, na podstawie, o ile nie zaznaczono inaczej.
NCAA
- Mistrz sezonu regularnego konferencji Pac-12 (2012)
- Najlepszy pierwszoroczny koszykarz roku konferencji Pac-12 (2012)[16]
- Zaliczony do I składu:
  - Pac-12 (2012)
  - pierwszoroczniaków Pac-12 (2012)

Klubowe
- Mistrz Estonii (2019)
- Brąz ligi estońsko-łotewskiej (2019)
- Zdobywca superpucharu Polski (2019)[17]

Indywidualne
(* – nagrody przyznane przez portal eurobasket.com)
- MVP kolejki EBL (13 – 2019/2020)[18]
- Zaliczony do składu honorable mention ligi estońsko-łotewskiej (2019)*[10]
- Lider w asystach ligi łotewsko-estońskiej (2019)

Reprezentacja
- Mistrz świata U–17 (2010)
- Lider mistrzostw świata U–17 w przechwytach (2010)